# Lil Peep
Gustav Elijah Åhr (1 tháng 11 năm 1996 – 15 tháng 11 năm 2017), được biết đến với nghệ danh Lil Peep (thường được cách điệu là LiL PEEP), là một rapper, ca sĩ, nhà sáng tác nhạc và người mẫu Hoa Kỳ. Anh là thành viên của nhóm emo rap GothBoiClique. Là người tiên phong trong việc phục hưng phong cách emo trong nhạc rap và rock, Lil Peep đã được ghi nhận là nhân vật chủ đạo của trào lưu emo rap giữa những năm cuối thập niên 2010 và trở thành nguồn cảm hứng cho các tiểu văn hóa của người trẻ.
Sinh ra tại Allentown, Pennsylvania và lớn lên tại Long Island, New York, Lil Peep đã bắt đầu đăng tải nhạc lên SoundCloud từ 2014, sử dụng nghệ danh là Lil Peep vì anh được mẹ gọi là "Peep" từ khi còn bé. Anh sớm trở nên nổi tiếng trên nền tảng này với nhiều nhạc phẩm hợp tác cùng Lil Tracy và một số mixtape như Lil Peep; Part One (2015), Live Forever (2015), Crybaby (2016) và Hellboy (2016); những thành công về sau đã khiến anh có một chuyến lưu diễn đơn (solo tour) đầu tiên của mình tại Hoa Kỳ.
Một thời gian sau, Lil Peep chuyển đến London, nơi anh đã thu âm album đầu tay. Trong khi các mixtape của anh bao trùm emo, trap, lo-fi và alternative rock, album đầu tay Come Over When You're Sober, Pt. 1 (2017) lại là một sự chuyển giao giữa pop punk và rap rock. Album thứ hai của anh là Come Over When You're Sober, Pt. 2 (2018) đã đạt được nhiều thành tích tốt về cả doanh số lẫn phê bình, đạt vị trí thứ tư trên bảng xếp hạng Billboard 200. Bộ phim tài liệu về anh, Everybody's Everything, đã được ra mắt vào 2019. Vào năm 2023, album cuối cùng của Lil Peep, DIAMONDS với sự đóng góp của ILoveMakonnen đã được phát hành và chuyển thể thành phim tài liệu.
Lil Peep đã lạm dụng thuốc vì tình trạng sức khỏe tâm thần không tốt. Anh mắc trầm cảm và rối loạn lưỡng cực, điều này đã ảnh hưởng tới nội dung những sáng tác của anh. Vào ngày có lịch biểu diễn tại Tucson, Arizona (15 tháng 11, 2017), hai tuần sau sinh nhật thứ 21, anh đã qua đời. Văn phòng giám định y khoa quận Pima đã xác định được nguyên nhân cái chết do sử dụng quá liều fentanyl và Xanax.

## Thời niên thiếu
Gustav Elijah Åhr được sinh ra ngày 1 tháng 11 năm 1996, tại Allentown, Pennsylvania; là con trai của giáo viên tiểu học Liza Womack và giáo sư đại học Karl Johan Åhr. Anh có một người anh trai tên là Karl "Oskar" Åhr. Åhr lớn lên tại Long Island, New York. Cha mẹ anh đều tốt nghiệp Harvard và đã li dị khi anh còn là một thiếu niên. Åhr khẳng định mình có quyền công dân Thụy Điển trên Twitter.
Lớn lên với sự thiếu vắng bóng cha từ khi 14 tuổi, anh đã theo học tại trường tiểu học Lindell và trường trung học Long Beach tại Lido Beach, New York. Tuy thường xuyên nghỉ học nhưng anh vẫn nhận được nhiều điểm tốt và lọt vào danh sách sinh viên ưu tú. Sau đó anh đã bỏ học nhưng vẫn tiếp tục học trực tuyến để hoàn thành chứng chỉ. Một thời gian ngắn sau, anh bắt đầu đăng tải nhạc lên YouTube và SoundCloud.
Åhr có hình xăm trên mặt đầu tiên vào lúc 17 tuổi - một "trái tim tan vỡ" bên dưới mắt trái như một động lực sáng tác. Anh chuyển đến Los Angeles để theo đuổi sự nghiệp âm nhạc dưới nghệ danh Lil Peep và nói rằng anh đến Los Angeles vì Long Island khiến anh cảm thấy trầm uất.
Nhà kinh tế học và sử gia John Womack là ông ngoại của anh.

## Sự nghiệp
Khi Lil Peep còn là một thiếu niên, anh đã gọi mình là "một kẻ cô đơn gần như chỉ biết kết bạn qua mạng". Lấy cảm hứng từ những người đi trước trong underground như Seshollowaterboyz và iLoveMakonnen, Peep đã làm nhạc khi còn định cư tại Long Island dưới nghệ danh "Trap Goose" và tạm thời sống với người bạn từ thời thơ ấu là Brennan Savage cho tới khi cả hai quyết định chuyển tới Los Angeles.
Lil Peep đã bỏ học từ sớm để chuyển tới Los Angeles và gặp gỡ những người bạn qua mạng của mình. Ban đầu anh sống tại Skid Row, Los Angeles, nhiều lần rơi vào tình trạng vô gia cư. Anh sống tại căn hộ của Brennan Savage. Hai người sau này có những định hướng riêng, và Peep gặp rapper kiêm nhà sản xuất âm nhạc người Atlanta JGRXXN, rapper người Florida Ghostemane và rapper người Houston Craig Xen và sống với họ, thành lập nhóm nhạc Schemaposse. Anh gặp Craig Xen qua mạng và gặp được giới thiệu với JGRXXN, lúc bấy giờ đang cần một ca sĩ. Lil Peep cũng đã theo học tại Trường cao đẳng cộng đồng Glendale trong năm đầu sống tại Los Angeles.
Năm 2015, Lil Peep ra mắt mixtape đầu tiên là Lil Peep; Part One, và có 4,000 lượt nghe trong tuần đầu tiên. Một thời gian ngắn sau, anh cho ra mắt EP Feelz, và một mixtape khác tên là Live Forever.

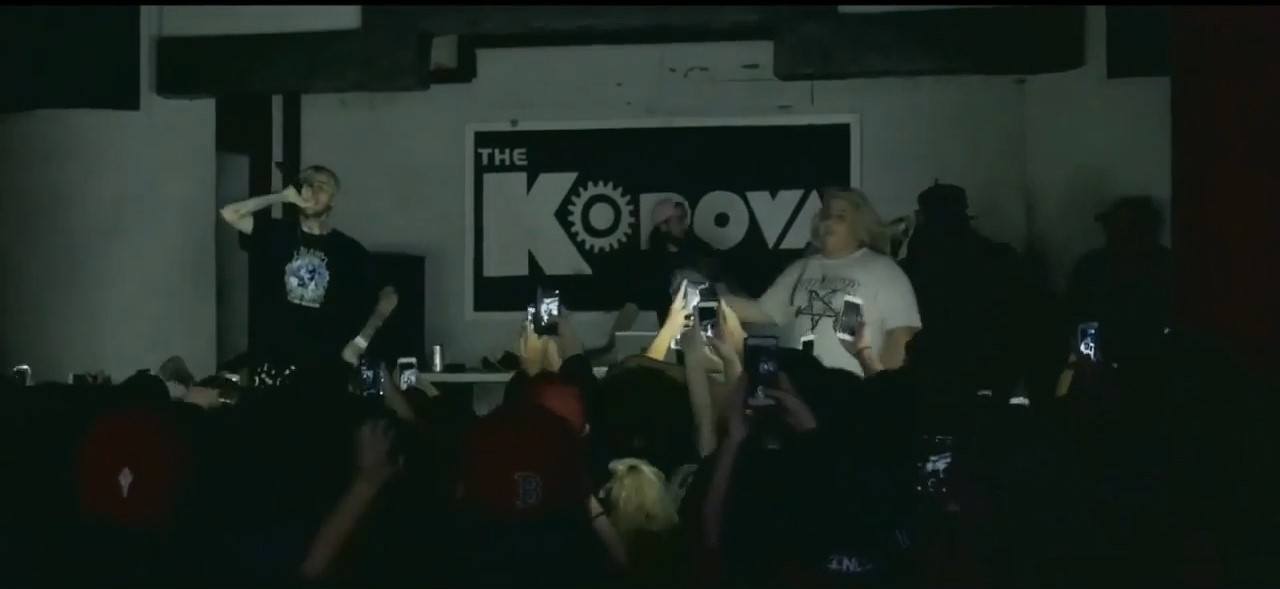
Lil Peep (bên trái) biểu diễn cùng Fat Nick năm 2016

Lil Peep nổi tiếng nhanh chóng sau đó với ca khúc "Star Shopping" (được ra mắt như một đĩa đơn sau khi anh mất) từ Lil Peep; Part One, trở thành một hiện tượng trong giới hiphop ngầm. Lil Peep lại càng được biết đến nhiều hơn từ ca khúc "Beamer Boy", điều này đã dẫn tới việc anh được biểu diễn trực tiếp lần đầu với cả nhóm Schemaposse vào tháng 3 năm 2016 tại Tucson, Arizona. Tháng 4 cùng năm, Schemaposse giải thể, tuy nhiên Lil Peep vẫn có mối quan hệ tốt với các thành viên khác.
Một thời gian sau khi nhóm giải thể, Peep bắt đầu hợp tác với nhóm rap tại Los Angeles là GothBoiClique, hợp tác với nhiều thành viên của nhóm trong mixtape Crybaby. Cả nhóm có một nơi cư trú bất hợp pháp (squat) ở Skid Row với Peep và thường xuyên phải chia nhau chỗ ngủ. Crybaby được thu âm chỉ trong 3 ngày với chiếc microphone trị giá 150 USD. Anh đã góp phần lớn trong cả việc phối và hoàn thiện các bài hát. Crybaby được ra mắt vào tháng 6 năm 2016. Ngay trong tháng đó, First Access Entertainment (FAE) đã hợp tác với Lil Peep để đầu tư cho anh, cũng như giúp định hướng trong con đường âm nhạc.
Ngoài sự giúp đỡ trong công việc, thành viên đồng sáng lập kiêm CEO của FAE là Sarah Stennett cũng là một người bạn đã hỗ trợ Peep về nhiều mặt. Cô đã giúp anh có tầm nhìn về sự nghiệp của mình. Tháng 9 năm 2016, Lil Peep ra mắt Hellboy. Những bài hát trong Hellboy như "Girls" và "OMFG" đã nhận được hàng triệu lượt nghe và xem trên SoundCloud và YouTube. Thành công của Hellboy đã dẫn tới chuyến lưu diễn đơn "Peep Show" trên toàn nước Mỹ vào giai đoạn tháng 4 và tháng 5 năm 2017. Tháng 5 năm đó, ban nhạc Mineral đã cáo buộc anh vi phạm bản quyền vì sử dụng sample từ bài hát của họ là "LoveLetterTypewriter" trong bài "Hollywood Dreaming". Peep nói rằng anh chỉ cố "thể hiện tình yêu" với sample đó.
Một thời gian sau chuyến lưu diễn, Peep chuyển tới London trong lúc có mâu thuẫn với Gothboiclique. Anh bắt đầu hợp tác với rapper người Atlanta iLoveMakonnen và người bạn thân từ lâu là Bexey (Bexey Swan), và đã thu âm các album Come Over When You're Sober, Pt. 1 và Come Over When You're Sober, Pt. 2, EP Goth Angel Sinner và một dự án chưa có tên với iLoveMakonnen. Peep đã ra mắt album đầu tay Come Over When You're Sober, Pt. 1, vào ngày 15 tháng 8 năm 2017. Anh cũng đã có chuyến lưu diễn toàn cầu (world tour) đầu tiên, bắt đầu tại Vương quốc Anh vào tháng 9 và chuyển tới Đức trước khi khi kết thúc tại Hoa Kỳ vào tháng 11, tuy nhiên đã bị gián đoạn vì cái chết bất ngờ.

### Di sản

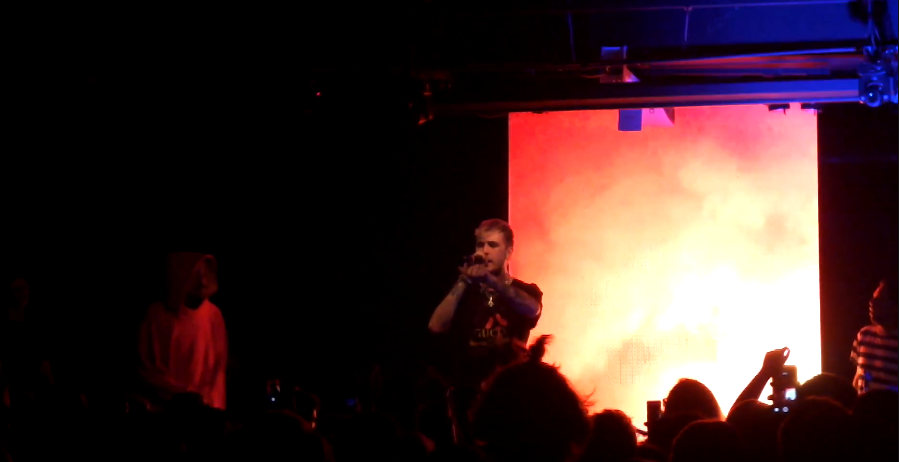
Lil Peep in Holland performing his then-unreleased song "Moving On" from his Goth Angel Sinner EP

Sau khi qua đời, cộng đồng hâm mộ Lil Peep cũng như sự nổi tiếng của anh phát triển nhanh, làm gia tăng đáng kể doanh thu và số lượt stream các tác phẩm. Đĩa đơn "Awful Things" từ album Come Over When You're Sober, Part One đã trở thành bài hát đầu tiên của anh lọt vào bảng xếp hạng Billboard Hot 100 tại vị trí thứ 79.
Trước khi qua đời, anh đã hoàn tất nhiều bài hát và dự án âm nhạc. Bản di cảo đầu tiên được phát hành chính thức trong vòng 24 giờ sau khi anh chết, khi Wiggy (đạo diễn của nhiều MV của Peep), đăng tải video chính thức của bài hát "16 Lines" (chưa ra mắt vào thời điểm đó). Ngày 12 tháng 1 năm 2018, Marshmello chính thức phát hành sản phẩm kết hợp với Lil Peep là "Spotlight". Video của "Spotlight" được ra mắt ngày 12 tháng 2 2018. Ngày 15 tháng 1 năm 2018, rapper Juicy J cho ra mắt "Got 'Em Like", hợp tác cùng Lil Peep và Wiz Khalifa. Ngày 27 tháng 1 năm 2018, rapper Teddy đăng tải sản phẩm kết hợp cùng Lil Peep, "Dreams & Nightmares".
Tháng 3 năm 2018, kho âm nhạc của anh nằm dưới sự quản lí của Columbia Records. Ngày 13 tháng 5 năm 2018, "4 Gold Chains" (hợp tác cùng Clams Casino), được ra mắt cùng một video âm nhạc. Một album hợp tác với rapper iLoveMakonnen cũng được chờ đợi được phát hành bởi Warner Bros (hãng của Makonnen). Ngày 17 tháng 8 năm 2018, Makonnen tuyên bố phát hành một đĩa đơn cùng Lil Peep, "Falling Down", là bài hát làm lại từ "Sunlight on Your Skin" mà hai người đã thu âm năm 2017 tại London. Bản mới này có thêm sự hợp tác của XXXTentacion (bổ sung sau khi Peep mất). Những thành viên còn lại của Gothboiclique đã lên án bài hát này, cho rằng cả XXXTentacion và Lil Peep đều có những vấn đề về bạo hành phụ nữ chưa được giải quyết. "Falling Down" được phát hành ngày 19 tháng 9 năm 2018, và đạt vị trí thứ 13 trên bảng xếp hạng Billboard Hot 100. Bản gốc "Sunlight on Your Skin" được phát hành ngày 27 tháng 9 năm 2018.
Ngày 14 tháng 10 năm 2018, bộ phận quản lí của Lil Peep đã tiết lộ dự án di cảo đầu tiên, Come Over When You're Sober, Pt. 2, đã hoàn thành vào tháng 9 cùng năm và Smokeasac (người điều hành sản xuất dự án này), xác nhận rằng họ chỉ còn đợi sự chấp thuận từ gia đình Peep. Ngày 17 tháng 10 năm 2018, đĩa đơn "Cry Alone" từ album Come Over When You're Sober, Pt. 2, sẽ được phát hành ngày 18 tháng 10 năm 2018. Album Come Over When You're Sober, Pt. 2 được phát hành ngày 9 tháng 11 năm 2018. Ngày 1 tháng 11 năm 2018, đĩa đơn thứ hai từ album, "Runaway", được chính thức ra mắt. Ngày 7 tháng 11 năm 2018, đĩa đơn thứ ba, "Life is Beautiful" - một bản remix của bài hát "Life" từ EP Feelz - được phát hành.
Album Come Over When You're Sober, Pt. 2 đạt vị trí thứ tư của bảng xếp hạng Billboard 200. Đây là album đầu tiên của Lil Peep đạt top 10 Hoa Kỳ.
Ngày 31 tháng 1 năm 2019, đĩa đơn đầu tiên từ album sắp ra mắt của ILoveMakonnen, "I've Been Waiting", hợp tác cùng Fall Out Boy, đã được ra mắt. Ban đầu đây chỉ là một bản demo của ILoveMakonnen, sau đó được Peep bổ sung, tạo tiền đề cho tới 20 bài hát về sau. Phần của Fall Out Boy đã được thêm vào sau khi Peep qua đời.
Ngày 10 tháng 3 năm 2019, bộ phim tài liệu xoay quanh cuộc đời anh, Everybody's Everything, đã được công chiếu tại SXSW Film Festival. Ngày 1 tháng 11 năm 2019, phần âm nhạc trong phim đã được tuyên bố phát hành, bao gồm cả những bài hát đã và cả chưa từng ra mắt chính thức.
Tháng 4 năm 2019, hai bài hát "Gym Class" và "Star Shopping" vốn được ra mắt từ tháng 3 năm 2016 và tháng 8 năm 2015, đều được bộ phận quản lí của anh tái phát hành trên các nền tảng. EP Vertigo (2016) cũng được tái phát hành ngày 5 tháng 3 năm 2020. Cùng năm đó, mixtape Crybaby với hầu hết sample được "làm sạch" đã được phát hành trên mọi nền tảng vào ngày 10 tháng 6 năm 2020; trùng với kỉ niệm 4 năm ngày phát hành đầu tiên. Bài hát "falling 4 me" không thể "làm sạch" nên không được bao gồm. Tương tự với mixtape Hellboy, được phát hành ngày 25 tháng 9 năm 2020; cũng trùng với kỉ niệm 4 năm ngày đầu phát hành. Bài hát "drive by" được sản xuất lại vì vấn đề "làm sạch" sample.

## Thời trang
Lil Peep đã có hứng thú về thời trang từ khi còn là một thiếu niên và trong tháng cuối của cuộc đời anh đã làm người mẫu cho Vlone, và đã được mời tới một số chương trình thời trang tại tuần lễ thời trang Paris và Milan. Nico Amarca của Hypebeast đã nói: “Dù rằng "mốt" của Peep khác biệt so với tuyệt đại đa số, đã có thứ gì đó giúp anh ấy thành công. Trong thời buổi mà tính cá nhân đang ngày một lỗi thời, Peep lại là kiểu xăm kín người, tóc nhuộm xanh đỏ lượn lờ khắp nơi mà thế giới của sự sáng tạo cần để phá tan sự đồng điệu đang ngày một lớn mạnh." Rapper Playboi Carti đã mô tả Lil Peep như một người "đi đầu xu thế mới" (trendsetter).
Phong cách của anh được mô tả là kiểu thời trang mang màu sắc emo và mall goth. Anh thường xuyên mặc những chiếc áo khoác phủ sơn, áo lông có màu và cả quần áo màu hồng. Anh đã nói rằng Fat Mike, Marcelo Burlon và the Casualties và những người ảnh hưởng đến phong cách của mình. Trong một bài phỏng vấn năm 2017 với GQ, anh khẳng định:
Tôi không bao giờ mặc đồ giống nhau trong một tuần, và tuần sau tôi lại ăn mặc như một người khác vậy. Tôi thích sự kì dị và phối trộn các thứ. Không nhất thiết phải là tâm điểm của sự chú ý, mà là sự pha trộn những phong cách tăm tối, bụi bặm với những thứ thượng lưu. Và như kiểu là hợp nhất chúng lại và xem chúng hòa làm một như thế nào. Và tôi nghĩ rằng điều đó xảy ra khi tôi mặc bất cứ bộ đồ nào "thanh lịch", bởi vì vẻ bề ngoài của tôi. Bạn cứ ngỡ là tôi sẽ mặc đồ như một thằng giang hồ ấy.

Vào cuối năm 2018, đã có thông báo về dòng thời trang của Lil Peep mang tên "No Smoking" (cách điệu là "NO SMOK!NG") được phát triển từ trước khi anh qua đời.

## Phong cách âm nhạc
Phong cách của Lil Peep được không giới hạn trong một thể loại nhạc: từ lo-fi rap, alternative rock cho đến pop punk. Các nhà báo thường so sánh Lil Peep với ca sĩ, nhạc sĩ và guitarist nổi tiếng Kurt Cobain. Nhà phê bình âm nhạc của tờ New York Times, Jon Caramanica đã cho rằng Peep chính là Kurt Cobain của lo-fi rap, mô tả âm nhạc của anh là "những giai điệu u ám và ma mị". Chính Lil Peep cũng đã thể hiện thể hiện mối liên hệ này trong các sáng tác, thể hiện khát vọng trở thành "Tân Kurt Cobain". Theo Angus Harrison của tờ The Guardian, Lil Peep đã "tái hiện một Kurt Cobain cho những nghệ sĩ có tinh thần giống anh - rap nhiều hơn chơi guitar."
AllMusic đã mô tả âm nhạc của Lil Peep là sự pha trộn những ảnh hưởng từ hip hop, rock cùng với trap, punk và cả dream pop. Những bài hát của anh thường có tiết tấu nhịp hi-hat của rap miền Nam Hoa Kỳ (Southern rap) và nội dung dữ dội như post-hardcore. Anh cũng kết hợp các yếu tố của emo và pop punk vào rap, mang lại một bầu không khí mới cho dòng nhạc này. Điều này đã khiến anh được Steven J. Horowitz của tạp chí Pitchfork nhận xét là "tương lai của dòng nhạc emo".
Là một ngôi sao mới nổi, Lil Peep đã trở thành người có tầm ảnh hưởng trong giới alternative hip-hop, từ đó có được một nền tảng tốt hơn để anh ấy nói chuyện với người hâm mộ về các chủ đề mà anh ấy quan tâm, chẳng hạn như sức khỏe tâm thần. Những nội dung bài hát của anh thường là chứng bệnh trầm cảm, ma túy, mối quan hệ trong quá khứ và cả những suy nghĩ về việc tự tử. Tất cả được hợp lại trong tinh hoa của những dòng nhạc như emo thế hệ 3, alternative rock, pop-punk và cả dream pop cùng với hip-hop và trap. Bạn thân, cũng là giám đốc sản xuất album Come Over When You're Sober, Pt. 1 của Peep đã nói rằng anh "muốn đem tới cho những người bị trầm cảm và rối loạn lo âu tiếng nói, và cả những người bị lạm dụng, bị bắt nạt và những ai bị hiểu lầm như anh. Bản thân anh cũng có những con quái vật đeo bám, và âm nhạc là cách để anh giải quyết chúng."

## Cái chết
Ngày 15 tháng 11 năm 2017, Lil Peep được xác nhận tử vong khi quản lí kiểm tra anh để chuẩn bị cho buổi diễn tại Tucson, Arizona. Không nghi ngờ nguy cơ giả chết, vì có thể anh đã dùng thuốc quá liều. Trong một chuỗi bài đăng Instagram trước thời gian tử vong, Lil Peep khẳng định đã sử dụng nấm thức thần và cần sa. Trong bài khác, anh khẳng định đã dùng tới 6 viên Xanax (thuốc chống trầm cảm) ngay sau một video quay lại cảnh anh thả một viên thuốc không rõ loại vào miệng vài lần trước khi nuốt một viên và đổ cả một lọ thuốc. Chúng đều được ghi chú thích: "Khi tôi chết, bạn sẽ yêu tôi." Vài ngày sau cái chết, báo cáo của cảnh sát tiết lộ rằng Lil Peep đã ngủ vào khoảng 17 giờ 45 phút trước buổi diễn. Quản lí lên kiểm tra hai lần, thấy anh vẫn đang ngủ và còn thở, nhưng không thể gọi anh dậy. Lần thứ ba lên kiểm tra, anh không còn thở nữa. Quản lí đã thực hiện hồi sức cho anh trước khi xe cấp cứu đến, dù rằng biết anh đã không qua khỏi.
Ngày 8 tháng 12, văn phòng giám định y khoa quận Pima đã công bố nguyên nhân tử vong là do ngộ độc thuốc giảm đau fentanyl và thuốc an thần (benzodiazepine) alprazolam. Xét nghiệm máu cho kết quả dương tính với cần sa, cocaine và thuốc giảm đau Tramadol. Thử nước tiểu cho thấy sự xuất hiện của nhiều opioids, bao gồm hydrocodone, hydromorphone (dilaudid), oxycodone và oxymorphone. Không có dấu hiệu của việc sử dụng rượu bia.

### Tưởng nhớ
Nhiều nghệ sĩ lớn đã tưởng nhớ Lil Peep sau khi mất, có thể kể đến Diplo, Post Malone, Pete Wentz, Marshmello, Mark Ronson, Zane Lowe, Sam Smith, Bella Thorne, Trippie Redd, A$AP Nast, Rich Brian, Playboi Carti, Ugly God, Lil Uzi Vert, Lil Xan, Ty Dolla Sign, Lil Pump, Dua Lipa, và El-P. Jon Caramanica, một nhà phê bình âm nhạc của tờ The New York Times, đã tổ chức một tập podcast đặc biệt để tôn vinh Peep sau khi anh mất vào ngày 22 tháng 11 năm 2017. Good Charlotte cũng đã cho ra bản cover bài hát "Awful Things" và đã được bật trong buổi tưởng niệm ở Long Beach, New York vào ngày 2 tháng 12 năm 2017. Three Days Grace đã đăng trên Instagram và Twitter bản remix "Witchblades" hợp tác cùng Lil Tracy. Bản remix này sử dụng sample từ bài hát của ban nhạc, "The Real You". Lil Peep cũng được nhắc đến bởi Juicy J (người hợp tác với anh trước khi qua đời) trong bài hát Powerglide của Rae Sremmurd. Lil Peep cũng được tôn vinh trong giải Grammy lần thứ 60. Ngày 19 tháng 6 năm 2018, rapper Juice WRLD cho ra mắt EPToo Soon.. dành tặng anh và XXXTentacion, sau này qua đời trong một vụ giết người cướp của. Trong bài hát của The 1975, "Love It If We Made It", có một câu hát tưởng nhớ Lil Peep: "Hãy yên nghỉ nhé Lil Peep, những vần thơ đường phố". Trong bài hát Glass House của Machine Gun Kelly, người đã có nhiều bài hát tưởng nhớ các nghệ sĩ khác, có câu hát: "Ước gì tôi và Lil Peep đã gặp nhau, nhưng tôi không thể quay lại trước đó nữa rồi".
Lil Peep đã được hỏa táng tại Huntington Station, New York và tro cốt của anh được chôn tại vườn nhà ông ngoại. Ngày 2 tháng 12 năm 2017, bạn bè, gia đình và cộng đồng hâm mộ Lil Peep đã có một buổi lễ tưởng niệm tại Long Beach, New York. Buổi lễ cũng được tổ chức cùng ngày tại London, có cả một bức ảnh lớn của Lil Peep được chiếu lên một mặt cung điện Westminster.

## Di sản và ảnh hưởng

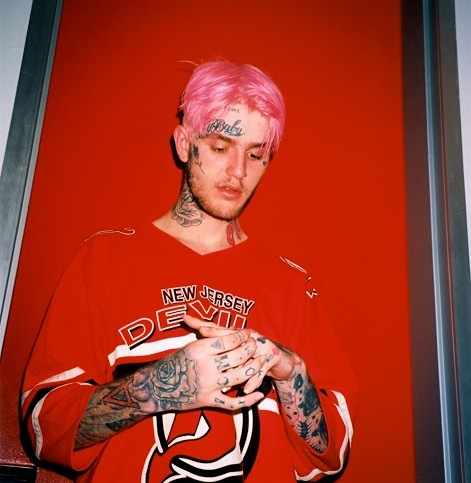
Trước khi chết vì sử dụng quá liều thuốc năm 2017, Lil Peep đã được nhiều người cho rằng sẽ đưa SoundCloud rap vào nhạc pop phổ thông.

Trước khi qua đời ở tuổi 21, Lil Peep đã trở thành một tượng đài truyền cảm hứng cho những tiểu văn hóa của người trẻ và có tính "ngoài lề". Cộng đồng hâm mộ anh không chỉ gồm những người yêu hiphop mà còn có những người thuộc văn hóa emo. Tuy không tự khẳng định chính thức, nhưng cộng đồng cho rằng dòng nhạc của anh là "emo rap." Anh đã được ghi nhận là nhân vật đi đầu của dòng nhạc emo giai đoạn giữa những năm cuối thập niên  201, và thường được nhắc tới như người truyền cảm hứng của những nghệ sĩ emo mới nổi.
Vào thời điểm qua đời, Lil Peep đang ở trên đỉnh vinh quang. Ba tháng trước, anh phát hành Come Over When You’re Sober, Pt. 1, một album dựng lên từ thứ âm thanh xương máu anh gây dựng từ trong phòng ngủ của mình - tính giàu cảm xúc, sự dữ dội của hip-hop và cả sự bất cần đời của một ngôi sao nhạc rock - và đẩy chúng lên một tầm cao mới. Những mixtape được phát hành trên SoundCloud như Hellboy và Crybaby, đã là những ví dụ tiêu biểu của sự kết hợp nhiều phong cách khác nhau với hip-hop, cũng như ghi dấu cho sự nhường chỗ cho hip-hop của emo và pop-punk. Anh là vệ binh của âm nhạc, đồng thời cũng là một biểu tượng thời trang đắm mình trong bản giao hưởng của những hình xăm. –  theo lời nhà phê bình Jon Caramanica của tờ New York Times.
Năm 2017, Pitchfork tôn vinh Lil Peep như "tương lai của dòng nhạc emo." Sau khi anh qua đời, tháng 1 năm 2018, John Jeremiah Sullivan của tạp chí GQ viết, "Khi Lil Peep chết vào cuối năm ngoái, anh ấy đã để lại phía sau một di sản đồ sộ." Nhà báo của tờ Rolling Stone, Elias Leight cũng viết tương tự về "sự vươn tới đỉnh cao của những nỗ lực không ngừng" của anh. Một bài tiểu sử nghệ sĩ đã được viết bởi biên tập viên của Billboard là Steven Horowitz. Bài viết ấy đã được coi như "xã luận của dòng nhạc emo mở rộng". Tuy bài viết khiến ảnh hưởng của anh lan ra ngoài cộng đồng hâm mộ từ SoundCloud, đã có những độc giả khác phản đối việc gọi anh là "tương lai của dòng nhạc emo". Tuy vậy, Lil Peep đã trở thành một phần quan trọng trong phong trào "phục hưng hậu emo của hip-hop và rock", và đã được mô tả là "một trong những biểu tượng lớn của phong cách emo những năm qua"
Sự ra đi của anh cũng ảnh hưởng nhiều nghệ sĩ đương thời. Lil Uzi Vert đã tôn vinh anh qua một bài viết trên Twitter bằng một trong những bức ảnh cuối (đã qua chỉnh sửa) của Lil Peep. Cái chết của Lil Peep đã tác động rất sâu sắc tới Lil Uzi Vert, anh đã đăng một bài sau đó, "Bọn tao rất muốn dừng lại. Nhưng mày có quan tâm bọn tao đã chơi thuốc suốt cả năm không... Yên nghỉ nhé anh bạn, tao hoàn toàn hiểu và sẽ không trách mày đâu". Thuốc an thần Xanax đã trở thành một căn bệnh đáng sợ trong giới hip-hop, đặc biệt là ở thế hệ SoundCloud. Nền SoundCloud rap mà Lil Peep khởi nguồn đã mang tai tiếng về việc lạm dụng thuốc, với những nghệ sĩ lạm dụng Xanax và mang những câu có tính ẩn dụ về vấn đề này vào bài hát. Trong sự ra đi đáng tiếc của Lil Peep, cộng đồng hi vọng đây sẽ là lời cảnh tỉnh cho những ai lạm dụng thuốc. Sau khi tâm sự, Lil Uzi Vert đã khẳng định anh phải làm gì đó trước sự ra đi của Lil Peep. Lil Uzi Vert cũng dường như đã bỏ thuốc, những cập nhật sau đó cho thấy anh đã tỉnh táo trở lại và sẵn sàng làm việc.
Trong những năm sau cái chết của mình, Lil Peep trở thành một nguồn cảm hứng lớn cho sự phát triển của tiểu văn hóa e-girl và e-boy, cùng với New York Post mô tả anh là "thánh bảo trợ của e-land".

### Thái độ đối với việc lạm dụng phụ nữ
Ngoài việc gọi anh là “tương lai của dòng nhạc emo”, tờ Pitchfork cũng cho rằng sự sẵn sàng chịu tổn thương của Lil Peep là liều thuốc giải cho thái độ độc hại đối với phụ nữ, thứ trong quá khứ đã là một yếu tố cốt lõi của văn hóa hip-hop (và cả rap rock). Theo Fish Narc của nhóm GothBoiClique, Lil Peep đã rõ ràng tẩy chay rapper SoundCloud đương thời XXXTentacion vì tiền sử bạo hành phụ nữ của anh ta, dành thời gian và tiền bạc để xóa bỏ nhạc của XXXTentacion khỏi danh sách nhạc Spotify của anh. Khi đĩa đơn "Falling Down" ra mắt năm 2018 (sau khi anh qua đời) có sự góp mặt của hai rapper quá cố (XXX và Peep) mà không có sự cho phép của anh, bạn bè và người hâm mộ của anh đã phản đối sự kết hợp này với XXXTentacion. Những thành viên còn lại của Gothboiclique đã đăng tải trên Instagram, không thừa nhận sự kết hợp này và khuyên mọi người không nên nghe. Sau cái chết của anh, Mic than rằng: "Đáng tiếc thay, Peep chỉ mới bắt đầu đưa emo vào tương lai với thông điệp rằng nhiều ảnh hưởng ít thân thiện với phụ nữ của anh ấy, như Brand New, đã thất bại trong việc đi xa." Anh nói tiếp: "Với một tên mít ướt (crybaby) từ giã cõi đời khi còn trẻ thế này, Peep đã là động lực để nhiều người tiếp tục tiến lên." Sau ngày biết tin cái chết của Peep, rapper Lil B đã viết, “Tôi nhớ Lil Peep nói với tôi anh ấy chống lại việc lạm dụng tình dục phụ nữ (và bất kì ai) trong ngành công nghiệp âm nhạc... Tôi sẽ bước tiếp con đường của anh.”

### Thành tựu
Là một ngôi sao nổi lên từ nền tảng SoundCloud, Lil Peep là một người có tầm ảnh hưởng lớn và được công chúng đón nhận. Anh đã có được những "tín đồ trung thành" qua những sáng tác giàu cảm xúc và những sự dồn nén trong lời ca của mình. Lil Peep cũng rất vui vì kênh YouTube của anh đã phát triển thành công, với những bài hát như "Awful Things," "Benz Truck," "The Brightside"... đã đem lại cho anh hàng triệu lượt xem.
Theo tờThe Atlantic, "Nếu bạn định đặt cược cho nhạc sĩ trẻ sớm trở thành siêu sao nhất, thì cho đến hôm qua có rất nhiều người khôn ngoan đặt vào Lil Peep." Lil Peep đã đặt trước cho bản thân một sự nghiệp đầy hứa hẹn, và anh đã nổi lên từ 2015 với một loại bài hát, EPs và mixtape đăng tải trên SoundCloud. Khoảng một năm sau, Lil Peep đã trở thành chủ nhân của các "bản hit" trên YouTube và SoundCloud. Một năm sau khi đăng bài hát đầu tiên, Lil Peep đã thu hút 82,000 lượt theo dõi trên SoundCloud và 112,000 lượt trên Instagram. Rapper mới nổi này cũng thu được hàng triệu lượt stream nhạc trước khi phát hành album đầu tay Come Over When You're Sober Pt. 1 vào tháng 8 năm 2017. Cho dù chỉ là người mới nhất của hội GothBoiClique, Lil Peep đã là người đầu tiên được nghiêm túc chú ý đến cũng như là người được có chuyến lưu diễn quanh thế giới đầu tiên.  Cũng một phần do cá tính bất hợp tác của mình, Lil Peep đã lọt vào danh sách "Những bài hát hay nhất trong năm" của Pitchfork và hoàn thành chuyến lưu diễn gần như cháy vé ở Nga và châu Âu.

## Đời tư
Cộng đồng người hâm mộ Lil Peep quan tâm tới góc nhìn mới của anh về những sự đấu tranh trong tình dục, cũng như chứng trầm cảm và lạm dụng thuốc. Lil Peep đã công khai là một người song tính trong một bài đăng trên Twitter ngày 8 tháng 8 năm 2017. Anh đã lên Twitter để chia sẻ về khía cạnh này trong cuộc sống cá nhân của mình với những người hâm mộ. Lil Peep chỉ đơn giản viết: “Ừ, tôi song tính.” Một thời gian sau, anh còn đăng bài hỏi người hâm mộ rằng có ai muốn hôn không. Sau khi công khai xu hướng tính dục, anh thường chất vấn những người kì thị trên Twitter. Anh cũng hợp tác công khai với iLoveMakonnen, một nghệ sĩ có cùng phong cách rap - rock, đồng thời là người đã công khai là người đồng tính nam.
Lil Peep đã công khai xu hướng tính dục vào khoảng thời gian anh hẹn hò với diễn viên và ca sĩ Bella Thorne vào tháng 9 năm 2017. Một thời gian ngắn sau khi phát hành album đầu tay, hai người đã được bắt gặp khi đang hôn nhau. Họ hẹn hò trong thời gian ngắn, trước khi Thorne bắt đầu mối quan hệ mới với rapper Mod Sun. Khi đang trong chuyến lưu diễn Come Over When You're Sober, Lil Peep đã gặp và bắt đầu hẹn hò với một người truyền cảm hứng trên Instagram là Arzaylea Rodriguez vào khoảng thời gian trước khi anh qua đời tháng 11 năm đó.
Lil Peep đã chủ động trong việc nói về trầm cảm, lo âu, lạm dụng thuốc và khẳng định anh mắc rối loạn lưỡng cực. Bên cạnh việc sử dụng ma túy, Lil Peep cũng phải đấu tranh với những những suy nghĩ tự sát từ thời niên thiếu. Trong bài hát “OMFG” từ mixtape "đổi đời" Hellboy, Lil Peep đã nói về việc muốn tự kết liễu chính mình. Trong một bài phỏng vấn, anh đã được hỏi anh có suy nghĩ tự sát không. Lil Peep trả lời: "Ừ, nó nghiêm trọng mà. Tôi mắc trầm cảm và có mấy khi tôi thức dậy, rồi kiểu: "Mẹ nó, lẽ ra tao không nên dậy nữa". Đó cũng là một phần lí do tôi chuyển đến California, cố gắng thoát ra khỏi nơi tai hại đã ảnh hưởng đến tôi và mọi người xung quanh." Anh nói tiếp: "Tôi cũng nhận ra là chỉ là do tôi mất cân bằng về các chất trong não thôi. Có những ngày tôi thực sự "xuống cấp" đấy, nhưng làm sao bạn biết hết được, tôi có cho truyền thông thấy bộ dạng tôi khi ấy đâu. Chỉ có âm nhạc của tôi mới khiến bạn thấy nó. Chỉ có kênh nhạc của tôi mới truyền hết những thứ đó đến với bạn." Anh khẳng định mình thẳng thắn khi nói về những khó khăn trong cuộc đời, dẫn tới một sự kết nối mạnh mẽ với người hâm mộ qua âm nhạc. Trong một bài phỏng vấn với tờ The Times, Lil Peep khẳng định, "Họ bảo rằng nhạc tôi đã cứu cuộc đời họ. Rằng tôi đã ngăn họ tự sát, quả là tuyệt vời.... Tôi rất vui khi được nghe. Nó giúp tôi, thúc đẩy tôi, vì âm nhạc cũng đã từng cứu sống tôi."
Lil Peep không sử dụng thuốc kê đơn để điều trị trầm cảm. Dù mọi người khuyên bảo, nhưng anh không đồng tình và chọn cách sử dụng cần sa hay bất cứ thứ thuốc nào khác. Trong bài phỏng vấn cuối cùng trước khi mất với Zane Lowe, Peep thú nhận rằng "Mọi thứ đang tệ dần đi. Đã tệ rồi, song lại còn tệ hơn mỗi ngày." Lil Peep thường liên hệ đến nghiện cocaine, MDMA và Xanax trong lời bài hát và trên mạng xã hội, anh tự mô tả mình là "con nghiện năng suất" và khuyên rằng mọi người nên tránh xa ma túy.
Lil Peep có mối quan hệ gắn bó với mẹ mình, anh thậm chí đã xăm hình xăm đầu tiên là tên viết tắt và ngày sinh nhật của bà lên cánh tay từ năm 14 tuổi. Anh chơi kèn trombone và tuba; và đã quan tâm đến âm nhạc và thời trang từ khi còn rất trẻ. Vào thời điểm qua đời, Lil Peep đang cư trú tại Portobello Road, London với bạn thân (cũng là đồng nghiệp) là Bexey và Smokeasac. Hành động tự sát có lẽ đã bị kích động bởi khao khát được giải thoát của Peep khỏi hoàn cảnh hiện tại của anh và GOTHBOICLIQUE.
Lil Peep có thể đã là người hâm mộ của đội New Jersey Devils (National Hockey League). Ta có thể thấy anh mặc chiếc áo có logo của đội trên ảnh bìa mixtape Hellboy.

## Danh sách bài hát
- Come Over When You're Sober, Pt. 1 (2017)
- Come Over When You're Sober, Pt. 2 (2018)